# Латинская дорога
Лати́нская доро́га (лат. Via Latina) — одна из древнейших римских дорог.
Ещё более старое основание дороги было расширено римлянами в V—IV веках до н. э. Дорога выходила из города у Латинских ворот и проходила около 147 римских миль (218 км) на юго-восток через область латинов, через города Анагния (Anagnia), Ферентий (Ferentinum), Фрузино (Frusino), заканчиваясь в Капуе. Там Латинская дорога объединялась с Аппиевой дорогой. Аппиева дорога была построена параллельно Via Latina, как более удобный путь для сообщения с Капуей.
Вдоль Латинской дороги располагаются несколько раннехристианских катакомб, среди них богато украшенные фресками катакомбы, получившие неофициальное название катакомбы на виа Латина (найдены в 1955 году).